# عام الطوفان (رواية)
عام الطوفان (بالإنجليزية: The Year of the Flood)‏ هي رواية للكاتبة الكندية مارغريت آتوود، نشرت عام 2009، عن دار نشر ماكليلاند آند ستيوارت في كندا، وبلومسبيري بابليشنغ في المملكة المتحدة. 

## روابط خارجية
- عام الطوفان على موقع الموسوعة البريطانية (الإنجليزية)